# Liste der syrischen Botschafter in Frankreich

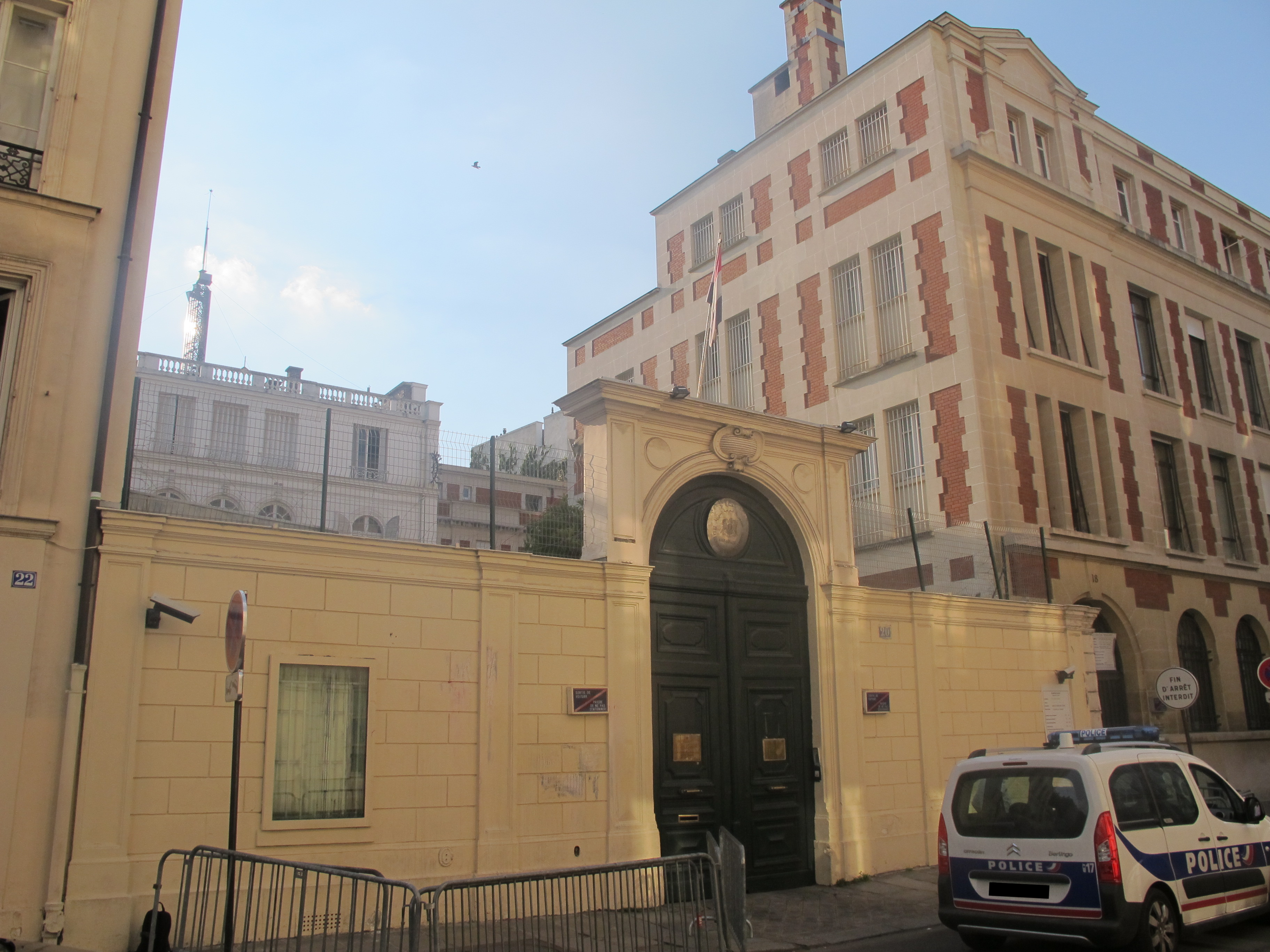
Syrische Botschaft in 20, rue Vaneau Paris

Diese Liste stellt alle syrischen Botschafter von 1945 bis heute in Frankreich dar.

## Liste
| Ernannt / Akkreditiert | Name                 | Bemerkungen | ernannt von        | akkreditiert bei         | Posten verlassen |
| ---------------------- | -------------------- | --- | ------------------ | ------------------------ | ---------------- |
| 3. März 1945           | Adnan Atassi         | | Schukri al-Quwatli | Charles de Gaulle        |                  |
| 17. Juni 1947          | Chalid al-Azm        | | Schukri al-Quwatli | Vincent Auriol           |                  |
| 22. März 1949          | Adnan Atassi         | | Husni az-Za'im     | Vincent Auriol           |                  |
| 29. Apr. 1955          | Assaad Said Mahassen | (* 1909) 1958 bis 1961 Botschafter in Rabat, 4. Januar 1961 bis 1962 Botschafter in Rom, 1962 bis 1963 syrischer Außenminister. | Schukri al-Quwatli | René Coty                |                  |
| 11. Juli 1964          | Sami Jundi           | [ 1 ] | Amin al-Hafez      | Charles de Gaulle        |                  |
| 1. Aug. 1969           | Kamel Hussein        | | Nureddin al-Atassi | Alain Poher              |                  |
| 30. Sep. 1971          | Ahmed Abdul Karim    | | Hafiz al-Assad     | Georges Pompidou         |                  |
| 16. Feb. 1978          | Youssef Chakour      | | Hafiz al-Assad     | Valéry Giscard d’Estaing |                  |
| 3. Apr. 1987           | Honein Hatem         | | Hafiz al-Assad     | François Mitterrand      |                  |
| 17. Okt. 1996          | Elias Najmeh         | (* 10. April 1942 in Damaskus) Sohn von Watfa Serhane und Kamel Najmeh, heiratete am 2. August 1970 Thérèse Fallah, Söhne Nawar und Nibal, Studium der Rechtswissenschaft. Am 24. April 1997, eine Woche vor dem Besuch von Johannes Paul II. in Damaskus beim Heiligen Stuhl akkreditiert. | Hafiz al-Assad     | Jacques Chirac           |                  |
| 9. Okt. 2002           | Siba Nasser          | (* 15. März 1945 in Latakia) 1969 Geschäftsträgerin in Wien, 1988: Leiterin der Mission de la République arabe syrienne auprès des CE, ambassadeur auprès du royaume de Belgique, des Pays-Bas et du Grand-Duché de Luxembourg.                                                             | Baschar al-Assad   | Jacques Chirac           |                  |
| 26. Jan. 2009          | Lamia Chakkour       | (* 1962) Botschafterin, Tochter von Youssef Chakour | Baschar al-Assad   | Nicolas Sarkozy          |                  |

Seit 1997 ist der Botschafter in Paris regelmäßig auch beim Heiligen Stuhl akkreditiert.